# Избулатов, Ренат Рустамбекович
Ренат Рустамбекович Избулатов (27 января 1976, Махачкала, Дагестанская АССР, СССР) — российский футболист, защитник, тренер.

## Биография
Отец Рустамбек Избулатов — заслуженный детский тренер республики Дагестан.

### Карьера игрока
Воспитанник махачкалинского футбола. Профессиональную карьеру начинал во второй лиге в клубе «Каспий» Каспийск, который за три года сменил ещё два названия. С 1996 по 1998 год выступал в первом дивизионе за махачкалинский «Анжи». Конец сезона 1998 года доигрывал в астраханском «Волгаре-Газпроме». Далее играл за махачкалинское «Динамо», тверскую «Волгу» и «Псков-2000». В 2002 году в чемпионате Белоруссии провёл 6 матчей за минское «Динамо». В 2003 году мог вернуться в Псков, однако продолжил карьеру в клубе «Видное». В 2004 году играл за любительский клуб «Дагдизель». С 2005 по 2008 год играл за различные клубы второго дивизиона, среди которых «Нефтяник» Уфа, майкопская «Дружба», «Волочанин-Ратмир» Вышний Волочек и «Знамя Труда» Орехово-Зуево. В 2009 году играл за магарамкентский «Леки», выступающий в ЛФЛ.

### Тренерская карьера
С 2009 года тренировал детей в РСДЮШОР-2, в январе 2010 вместе с воспитанниками школы занял второе место на турнире в Белоруссии. С момента открытия академии «Анжи» работал тренером, в 2017 году с командой 2000 года рождения выиграл Кубок РФС, благодаря чему команда попала в юношескую Лигу чемпионов 2018/19. В 2017 году работал старшим тренером «Анжи-2». 13 января 2018 года махачкалинский клуб «Легион Динамо» официально объявил о назначении Избулатова на должность исполняющего обязанности главного тренера. С июня 2018 года работал в тренерском в штабе Магомеда Адиева в «Анжи». С начала сезона-2019/20 по конец октября 2019 — де-факто главный тренер «Анжи» (числился помощником главного тренера из-за отсутствия необходимой лицензии). В феврале 2020 года стал главным тренером «Легион Динамо». В марте 2023 года контракт с «Легионом» был расторгнут в связи с окончанием срока действия тренерской лицензии А-УЕФА.

## Тренерская статистика
По состоянию на 27 мая 2018 года.
| Команда       | Страна | Начало работы  | Завершение работы | Показатели | Показатели | Показатели | Показатели | Показатели | Показатели | Показатели | Показатели |
| Команда       | Страна | Начало работы  | Завершение работы | М          | В          | Н          | П          | МЗ         | МП         | РМ         | % побед    |
| ------------- | ------ | -------------- | ----------------- | ---------- | ---------- | ---------- | ---------- | ---------- | ---------- | ---------- | ---------- |
| Легион Динамо | Россия | 13 января 2018 | 17 июня 2018      | 14         | 3          | 6          | 5          | 14         | 14         | 0          | 21,42      |
| Итого         | Итого  | Итого          | Итого             | 14         | 3          | 6          | 5          | 14         | 14         | 0          | 21,42      |